# Rías Altas
Die Rías Altas („Obere Rías“) sind fjordartige Meeresbuchten am Atlantik im Norden der nordwestspanischen Region Galicien. Hervorgegangen sind sie aus überfluteten Flusstälern. Die Küste ist gekennzeichnet durch felsige Steilküsten, zwischen denen sich zahlreiche kleine Strandbuchten finden.

## Lage
Die Rías Altas nehmen die gesamte Küste der Provinz Lugo sowie den nördlichen Teil der Küste der Provinz A Coruña ein. Den östlichen Abschluss bildet die Ría de Ribadeo an der Grenze zwischen Galicien und Asturien, die westlichste Ría ist die Ría do Burgo bei A Coruña. Vereinzelt wird auch noch die sich südwestlich anschließende Costa da Morte zur Zone der Rías Altas gezählt.

## Die Rías

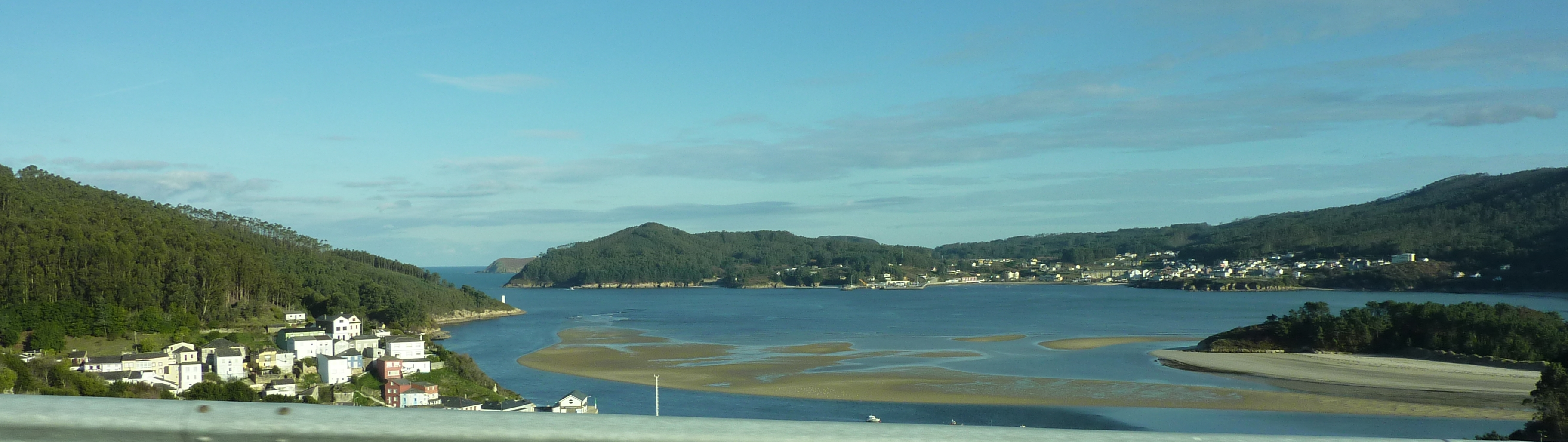
Ría do Barquero

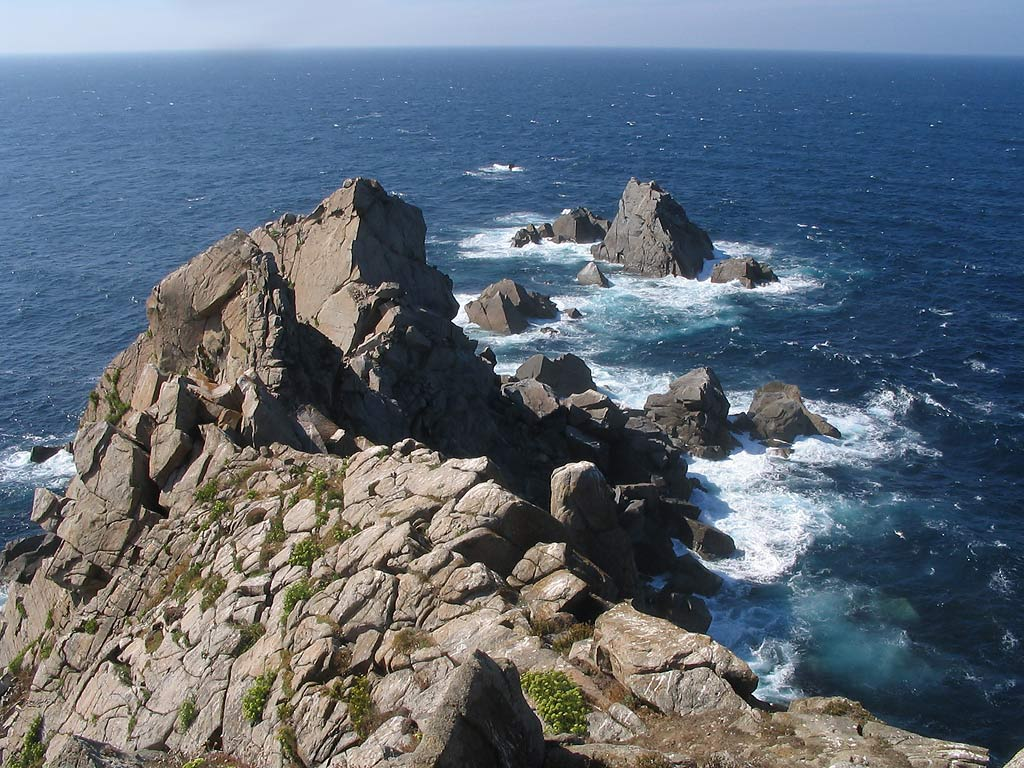
Kap Estaca de Bares

Die größten der Rías Altas sind von Ost nach West:
- Ría de Ribadeo
- Ría de Foz
- Ría de Vivero (alle Provinz Lugo)
- Ría do Barquero (Grenze der Provinzen Lugo und A Coruña)
- Ría de Ortiguera
- Ría de Cedeira
- Ría de Ferrol
- Ría de Ares
- Ría de Betanzos
- Ría de Coruña (alle Provinz A Coruña)

Zwischen den Rías do Barquero und de Ortiguera liegt mit dem Kap Estaca de Bares der nördlichste Punkt Spaniens und der iberischen Halbinsel. Die wichtigsten Häfen in den Rías Altas sind A Coruña und Ferrol.